# Laze (Velenje, Slovenija)
Laze je naselje u slovenskoj Općini Velenju. Laze se nalazi u pokrajini Štajerskoj i statističkoj regiji Savinjskoj. 

## Stanovništvo
Prema popisu stanovništva iz 2002. godine naselje je imalo 422 stanovnika.